# Geranomyia brevibasis
Geranomyia brevibasis är en tvåvingeart som först beskrevs av Alexander 1972.  Geranomyia brevibasis ingår i släktet Geranomyia och familjen småharkrankar. Inga underarter finns listade i Catalogue of Life.